# Ligornetto
Ligornetto es una comuna suiza del cantón del Tesino, situada en el distrito de Mendrisio, círculo de Stabio. Limita al norte con la comuna de Besazio, al este y sureste con Mendrisio, al suroeste con Stabio, y al oeste con Clivio (IT-VA).